# 黃允吉
黃允吉（：／ Hwang Yun-gil，1536年—？），字吉哉，號友松堂。本貫長水黃氏，朝鮮王朝文臣、外交官。他是西人黨的成員之一。 

## 生平
明宗在位期間文科及第。
1590年，黃允吉以通信正使的身份，與副使金誠一、書狀官許筬等人出使日本，名義上慶祝豐臣秀吉平定日本全國，實際上還負責探查秀吉是否有入侵朝鮮的動向。使團一行於是1590年八月到達京都，然而此時豐臣秀吉正在參加小田原之戰，直到12月才接見了使團。秀吉認為這個使團代表了朝鮮服從他的統治，向使團表達了自己希望借道朝鮮入侵明朝的要求。黃允吉送回的報告中稱秀吉有入侵朝鮮的企圖，這與副使金誠一的判斷完全相反。這種截然相反的觀點可能是朋黨鬥爭導致的，因為金誠一屬於對立陣營東人黨。黃允吉的判斷沒有被當時掌權的東人黨接受，因此在後來日本的入侵中朝鮮幾乎是毫無防備的。
1591年，黃允吉帶著兩把日本的鳥銃從對馬島返回朝鮮，將鳥銃獻給朝廷。朝廷原本計劃研究鳥銃並將其實用化，但沒過多久壬辰倭亂爆發，這個計劃沒有實施。此後，黃允吉被任命為兵曹判書。他在宗系辨誣中立功，被錄為光國功臣。又因在壬辰倭亂中的功勞，錄為原從功臣第一等。

## 家族
黃允吉是領議政黃喜的後代。

## 身后
墓位於今日京畿道高陽市。